# 아마트리체
아마트리체(이탈리아어: Amatrice)는 이탈리아 라치오주 리에티도에 위치한 코무네다.